# Trường Cao đẳng Đà Lạt
Trường Cao đẳng Đà Lạt là một trường cao đẳng được thành lập ngày 3 tháng 9 năm 1976 theo quyết định số 1784/QĐ của Bộ Giáo dục, trụ sở đặt tại thành phố Đà Lạt, tỉnh Lâm Đồng. Trường có nhiệm vụ đào tạo giáo viên cấp 2 cho tỉnh Lâm Đồng và cho cả một số tỉnh bạn như Đồng Tháp, Sông Bé (nay tách ra là 2 tỉnh Bình Dương và Bình Phước). Từ năm 1993, Trường Cao đẳng Sư phạm Đà Lạt còn được UBND tỉnh giao thêm chức năng bồi dưỡng cán bộ quản lý cho các trường mầm non, tiểu học và trung học cơ sở.
Từ tháng 8 năm 2022, trường Cao đẳng Sư phạm Đà Lạt cùng trường Cao đẳng Kinh tế Kỹ thuật Lâm Đồng và trường Cao đẳng nghề Đà Lạt sáp nhập và đổi tên thành trường Cao đẳng Đà Lạt theo quyết định của Bộ Lao động, Thương binh và Xã hội

## Lịch sử
Trường Cao đẳng Sư phạm Đà Lạt (trước kia là trường Grand Lycée Yersin) là kiến trúc được Hội Kiến trúc sư thế giới (UIA) công nhận là một trong số 1.000 công trình xây dựng độc đáo của thế giới trong thế kỷ 20. Trường được người Pháp thành lập năm 1927, do kiến trúc sư Moncet thiết kế và chỉ đạo xây dựng, dành cho con em người Pháp và một số gia đình người Việt giàu có, có tên là trường Petit Lycée Dalat. Tòa nhà chính cao ba tầng, có 24 phòng, có tháp chuông cao 54 mét (177 ft). Dãy lớp học được xây hình vòng cung, gạch xây trường là gạch trần đỏ được chở từ châu Âu sang, mái được lợp bằng ngói làm từ nước Pháp. Năm 1935, trường Petit Lycée Dalat được đổi tên thành  Lycée Yersin để tưởng niệm bác sĩ Alexandre Yersin. Sau đó Toà Giám Mục Kontum đã mua lại để trở thành nơi học tập của các chủng sinh của Giáo Phận này. 
Sau sự kiện tháng 4 năm 1975, trường được chính quyền thu hồi và trở thành Trường Cao đẳng Sư phạm Đà Lạt như hiện tại. Hiện nay các tấm ngói lợp đã được thay thế do các tấm ngói cũ đã không còn sử dụng được nữa. Điểm nhấn của dãy nhà hình vòng cung là tháp chuông. Phía bên ngoài tháp chuông trước đây có 1 đồng hồ nhưng có lẽ đã bị tháo dỡ, du khách chỉ có thể thấy vết tích của chiếc đồng hồ lớn còn in lại trên nền gạch. Bên trên tháp chuông cũng không còn chuông do có lẽ đã bị tháo dỡ trong thời chế độ cũ. Trường đào tạo các khoa học: Tự nhiên, Xã hội, Thể dục - Nhạc - Họa, Tiểu học - Mầm non, TC - LK đào tạo, Lý luận chính trị.